# ماریا ورونتسوا
ماریا ورونتسوا (روسی: Мария Воронцова؛ زادهٔ ۲۸ آوریل ۱۹۸۵)، یک متخصص غدد درون‌ریز و متابولیسم کودکان، اهل روسیه و فرزند ارشد ولادیمیر پوتین، رئیس‌جمهور روسیه است. ماریا ورونتسوا، در سال ۱۹۸۵ به دنیا آمد و در دانشگاه سن پترزبورگ در رشته‌ زیست‌شناسی و در دانشگاه دولتی مسکو در رشته پزشکی تحصیل کرده است.  او به طور مشترک کتابی در مورد کندی رشد کودکان نوشت و نام او در زمره محققان مرکز تحقیقات غدد درون‌ریز در مسکو آمده است. ورونتسوا با تاجر هلندی یوریت یوست فاسن که زمانی در غول انرژی دولتی روسیه، گازپروم کار می‌کرد، ازدواج کرده است، اما گویا اکنون از هم جدا شده‌اند.